# Dragan Maršićanin
Dragan Maršićanin (en serbe cyrillique : Драган Маршићанин ; né le 26 janvier 1950 à Belgrade) est un homme d'État serbe. Membre du Parti démocratique de Serbie (DSS), il a été président de l'Assemblée nationale, président de la république de Serbie, ministre et ambassadeur.

## Biographie
Dragan Maršićanin naît le 26 janvier 1950 à Belgrade. Il termine ses études secondaires dans la capitale et suit les cours de la Faculté d'économie de l'université de la ville, dont il sort diplômé. Après ses études, il travaille en tant qu'économiste pour les sociétés Elektron et Novi kolektiv puis pour la société d'utilité publique du Service des eaux de Belgrade (en serbe : JKP Beogradski vodovod).
Il entre activement en politique en 1991, en tant que membre du Parti démocratique (DS) et, en 1992, avec Vojislav Koštunica et d'autres hommes politiques, il contribue à fonder le Parti démocratique de Serbie (DSS). Lors de l'assemblée constitutive du parti, il est élu au comité central ; en juillet 1998, il devient secrétaire général et, en 2001 et 2003, il est élu parmi les vice-présidents du parti.
De janvier 1993 à décembre 1996, il est président de l'assemblée de la municipalité de Vračar, l'une des subdivisions de Belgrade intra muros ; cette municipalité est alors l'une des rares en Serbie à être gouvernée par l'opposition politique à Slobodan Milošević. Aux élections locales de septembre 2000, il est à nouveau élu à l'assemblée municipale de Vračar et il devient aussi député à l'assemblée de la Ville de Belgrade.
Le 22 janvier 2001, Dragan Maršićanin devient le premier président non communiste de l'Assemblée nationale serbe. Mais dès le 6 décembre, à la suite d'un débat houleux à propos de Thessalonique, le groupe parlementaire de l'Opposition démocratique de Serbie (DOS) le contraint à démissionner.
Au milieu de l'année 2002, après le retrait des députés du DSS de l'Assemblée nationale et l'exclusion de ses membres du gouvernement de la Serbie, le parti constitue un « Gouvernement de l'ombre » (Vlada u senci), dont Maršićanin est élu président.
À l'élection présidentielle de septembre et décembre 2002, Dragan Maršićanin est le chef de campagne de Vojislav Koštunica, le candidat du DSS.
Aux élections législatives du 28 décembre 2003, il figure sur la liste du DSS, qui recueille 17,72 % des suffrages et envoie 53 représentants à l'Assemblée. Il est élu député et, lors de la séance inaugurale du 4 février 2004, il est élu président de l'Assemblée. Depuis la fin de 2002, la Serbie traverse une crise politique, étant dans l'incapacité d'élire un président de la République faute d'une participation suffisante,,. En tant que président de l'assemblée, devient président de la République par intérim entre le 4 février et le 4 mars 2004.
En revanche, à la suite des élections législatives, Vojislav Koštunica est élu par l'Assemblée président du gouvernement de Serbie le 4 mars 2004. Dragan Maršićanin devient ministre de l'Économie et reste en fonction jusqu'au 10 mai 2004.
Dragan Maršićanin quitte son ministère pour se présenter à l'élection présidentielle du 13 juin 2004 ; le DSS est allié avec le G17 Plus, le Mouvement serbe du renouveau (SPO) et Nouvelle Serbie (NS). Il obtient 414 971 voix, soit 13,3 % des suffrages, et arrive en 4e position.
Du 4 juillet 2004 au 27 janvier 2009, il est ambassadeur en Suisse.

## Vie privée
Dragan Maršićanin est marié et père d'un enfant. Il parle anglais.